# NGC 7440
NGC 7440 est une galaxie spirale barrée située dans la constellation d'Andromède. Sa vitesse par rapport au fond diffus cosmologique est de 5 319 ± 23 km/s, ce qui correspond à une distance de Hubble de 78,5 ± 5,5 Mpc (∼256 millions d'al). NGC 7440 a été découverte par l'astronome français Édouard Stephan en 1876.
La classe de luminosité de NGC 7440 est I et elle présente une large raie HI. NGC 7440 est une galaxie dont le noyau brille dans le domaine de l'ultraviolet. Elle est inscrite dans le catalogue de Markarian sous la cote MK 924.
À ce jour, une seule mesure non basée sur le décalage vers le rouge (redshift) donne une distance d'environ 40,000 Mpc (∼130 millions d'al). Cette valeur est loin à l'extérieur des valeurs de la distance de Hubble. Notons de plus que c'est avec la valeur moyenne des mesures indépendantes, lorsqu'elles existent, que la base de données NASA/IPAC calcule le diamètre d'une galaxie et qu'en conséquence le diamètre de NGC 7400 pourrait être d'environ 40,7 kpc (∼133 000 al) si on utilisait la distance de Hubble pour le calculer.